# 项目管理词汇表
本文旨在提供一份尽可能完整的有关项目管理相关的术语列表，按词汇对应的英文词组排序。

## A
- 敏捷软件开发——群迭代和增量开发方法
- 整体计划
- 资源分配——将可用的资源配置到各种用途

## B
- 瓶颈期
- 预算
- 商业论证
- 商业模式——產品開發劃分
- 商业分析
- 业务运营
- 业务流程
- 业务流程建模

## C
- 能力成熟度模型
- 变更控制
- 变更管理
- 案例研究
- 项目管理认证助理
- 沟通日志
- 可施工性
- 可施工性审查
- 项目管理软件比较
- 或有事项
- 成本——獲得物品和服務所消耗的金額
- 成本工程
- 施工
- 成本超支
- 关键路径法
- 关键链项目管理

## D
- 依赖关系 (项目管理)
- 动态系统开发方法 (DSDM)
- 持续时间
- 可交付成果

## E
- 估算 (项目管理)
- 事件链图
- 事件链方法论
- 执行发起人
- 极限项目管理

## F
- 时差 (项目管理)——项目管理的概念
- 聚焦改进
- 福特主义

## G
- 亨利·甘特
- 甘特图
- 目标
- 目标设定——通过设定小目标的方式来达到引导和激励个体或团队去达成最终目的
- 图形评审技术 (GERT)

## H
- 吊床活动
- HERMES方法

## I
- 集成主计划 (IMP)
- ISO 10006 (质量管理体系-项目管理指南)
- 迭代式开发

## K
- 启动会议

## L
- 莱曼评审
- 经验传承
- 投入水平 (LOE)
- 线性调度法
- 精益生产

## M
- 管理——组织的行政管理，包括制定组织战略和协调员工实现其目标的活动
- 管理流程
- 管理科学——学科
- 大型项目
- 里程碑——建立在道路旁边刻有数字的固定标志
- 激励

## N
- 非线性管理

## O
- 运营管理
- 运营
- 运筹学——20世纪30年代之后发展起来的新兴交叉学科，常用于寻找复杂问题中最佳或近似最佳的解答
- 组织——維基媒體消歧義頁
- 组织发展

## P
- PDCA  (计划-执行-检查-行动)
- 规划
- 投资组合
- 事后检查文件
- 事前分析
- PRINCE2
- 流程
- 流程架构
- 流程管理
- 产品分解结构 (PBS)
- 产品描述
- 计划评审技术 (PERT)
- 项目群管理
- 项目——協作企業，經常涉及研究或設計，經過精心規劃以實現特定目標
- 项目核算
- 项目章程
- 项目成本管理
- 项目管理
- 项目管理知识体系 （PMBOK=Project Management Body of Knowledge）
- 项目管理办公室 (PMO)
- 项目管理流程
- 项目管理专业人士 (PMP)
- 项目管理模拟器
- 项目管理软件
- 项目管理三角形
- 项目经理
- 项目网络图
- 项目计划
- 项目规划
- 项目相关方
- 项目团队
- 项目报告

## Q
- 品质——物品的特徵、品性、本質，商品或服務的水準、品質
- 品质、成本、交付  (QCD)

## R
- 企业流程再造
- 需求可追踪性
- 资源 (项目管理)
- 资源平衡
- 风险——由危险源及不利因素所可能导致的某种特定不良事件
- 风险管理——识别、评估、确定风险的优先次序，以期排除或规避
- 风险登记册

## S
- 进度计划 (项目管理)
- 科学管理
- 范畴 (项目管理)
- 范围蔓延
- Scrum
- 六西格玛——质量管理
- 基于时段的调度
- 软件工程——應用系統方法開發軟件
- 标准
- 持份者
- 系统开发生命周期
- 系统工程

## T
- 任务 (项目管理)
- 任务分析
- 技术路线——使用特定技术方案帮助达到短期或者长期目标的计划
- 三时估计法
- 时间限制——目标或任务必须完成的狭窄的时间范围
- 时间线

## U
- 统一过程 (UP)

## V
- 价值工程
- 垂直切片
- 虚拟设计与施工 (VDC)

## W
- 宽带德尔菲法
- 工作——維基媒體消歧義頁
- 工作分解结构——面向可交付性的项目分解成较小的组件（在项目管理和系统工程中）
- 工作包
- 工作流